# Ngộ độc nicotin
Ngộ độc nicotine mô tả các triệu chứng về tác dụng độc hại của nicotin sau khi ăn, hít hoặc tiếp xúc với da. Ngộ độc nicotin có thể có khả năng gây tử vong, mặc dù việc quá liều nghiêm trọng hoặc gây tử vong là rất hiếm. Trong lịch sử, hầu hết các trường hợp ngộ độc nicotin là kết quả của việc sử dụng nicotin làm thuốc trừ sâu. Các trường hợp ngộ độc gần đây thường xuất hiện dưới dạng Bệnh Thuốc lá Xanh, hoặc do ăn phải thuốc lá hoặc các sản phẩm thuốc lá ngoài ý muốn hoặc tiêu thụ thực vật có chứa nicotin.
Giới hạn thấp hơn ước tính của một liều nicotin gây chết người đã được báo cáo là từ 500 đến 1000 mg. Trẻ em có thể bị bệnh sau khi ăn một điếu thuốc lá; tiêu hóa nhiều hơn mức này có thể khiến trẻ bị bệnh nặng. Chất nicotin trong thuốc lá điện tử có thể gây nguy hiểm cho trẻ sơ sinh và trẻ em nếu nuốt phải hoặc tiếp xúc với da. Trong một số trường hợp, trẻ em đã bị nhiễm độc vì các loại kem bôi có chứa nicotin.
Những người thu hoạch hoặc trồng thuốc lá có thể bị Bệnh Thuốc lá Xanh (Green Tobacco Syndrome - GTS), một loại ngộ độc nicotin do tiếp xúc của da với lá thuốc lá ướt. Điều này xảy ra phổ biến nhất ở những người thu hoạch thuốc lá trẻ, thiếu kinh nghiệm, mà không tiêu thụ thuốc lá.